# アフマディーヤ信者に対する迫害
アフマディーヤ教団に対する宗教迫害（アフマディーヤきょうだんにたいするしゅうきょうはくがい）は定期的に起こっている。しかし以下で与えられている情報はアフマディーヤ信徒に対する迫害のうち、とりわけそれが目立った時代に起こったことの要約である。

## 1953年
パキスタンで、宗教勢力における扇動の結果、反アフマディーヤの暴動が発生し、多くのアフマディーヤ信徒が殺害され、彼らの財産も破壊された。街頭での抗議デモが行われた地域では、アフマディーヤ信徒を攻撃する激しいアジテーションがなされ、政治的集会が開かれ、扇動的な記事が出版された。これらのアジテーションの帰結として、2000人ほどのアフマディーヤ信徒が殺された。その結果として、戒厳令が施行され、州の総督は連邦法廷の機能を停止させた。

## 1974年の暴動
1974年に、パキスタン・ラブワーの鉄道駅におけるアフマディーヤ信徒と非信徒の間の衝突をきっかけに、ジャマート・エ・イスラーミ（Jamaat-e-Islami）を中心として、パキスタンのアフマディーヤ・イスラム教徒共同体（Ahmadiyya Muslim Community）を標的にした暴力的な運動が開始された。この運動により数人のアフマディーヤ信徒が死亡し、墓地やモスクを含むアフマディーヤ信徒の財産が破壊された。このアジテーションによる圧力の結果として、法と憲法が改正され、アフマディーヤ信徒がムスリムと主張すること、もしくはムスリムとして振舞うことを禁止することにより、効率的に彼らの宗教的実践を違法化することが開始された。

## XX政令
パキスタンのムハンマド・ジア＝ウル＝ハク将軍は、1984年4月26日付けでアフマディーヤ教団を違法化するという彼らに対して攻撃的なXX政令を公布した。 
この政令は、アフマディーヤ信徒が礼拝することと、彼らの信仰を告白することを制限した。多くの信徒がこの政令が公布されたその日の内に逮捕され、そしてこの政令は認可されていない迫害と同じ程に、認可された広範囲な迫害への道を開いた。

## シャブ・カダール事件
シャブ・カダール事件は、1995年にパキスタンの西北辺境州の町であるシャブカダールで起こった、二人のアフマディーヤ信徒に対する公開投石である。

### 背景
アフマディーヤ信仰に改宗したダウラト・カーンという名の地元の人物が、1995年の4月5日に、刑法の107条（賛同）と151条（反社会的な団体に加わることで公の秩序を乱すこと）に反したとして逮捕された。刑法の295条Aと298条Cに関する二つの別個の裁判が、彼に対して行われた。彼はペシャワールの中央監獄に収容された。

### 4月9日の事件
1995年の4月9日に、ダウラト・カーンの代わりに、彼の保釈申請書を書くためにシャブ・カダールで開かれていた法廷に出席しようとしたという理由で、地元のウラマーによって扇動された群衆により、ラシード・アフマドと彼の義理の息子であるリアズ・カーンが襲撃された。リアズ・カーンは石打ちで殺され、ラシード・アフマドはひどく傷ついた状態でペシャワールの病院に担ぎ込まれた。三人目のアフマディーヤ信徒である、バシール・アフマドは、無傷で逃げ出した。
この殺人は、警察の見ている目の前で行われた。リアズ・カーンは警察官に助けを求めたが、しかし助けられる代わりに彼は警察官によって押しのけられた。

### 文化的言及
著名なウルドゥー語作家ムスタンサル・フサイン・ターラルは、ラーク（raakh、灰）という名の彼の小説においてこの出来事について言及している。

## インドネシアの状況
インドネシアでは従来、イスラム教と認められ活動していたが、2008年に布教が禁止された（解散までは命じられなかった）。また、殺人や暴行といった迫害が行われている。

## 日本国内での対応
一般に日本国内のイスラム教グループはアフマディーヤ教団をイスラム教の一部とは認めない傾向にある。日本人が運営するイスラム教関連のホームページでも、アフマディーヤ教団を明確に異端だと認定し、その信者による掲示板の書き込みを禁止したりしている。ただし、その信者、個人個人に対してはムスリム（イスラム教徒）を自称するものを、礼拝や行事から排除したりするようなことはない。イスラームにはカトリック教会における教皇のような統一された見解を発する機関や権力者は存在しないため、アフマディーヤ教団に対する対応も国や個人によって、必ずしも同じではないが、日本のイスラム社会においては、パキスタン人の影響力が比較的強いため、彼らに配慮し、アフマディーヤ教団はイスラム教の一部とは認めない方向にある。
アフマディーヤの日本支部は、2015年11月20日、愛知県津島市に日本最大級のモスクを完成させている。